# Ali Abo Greisha
Ali Abo Greisha (Ismailia, Egipto, 29 de noviembre de 1947) es un exfutbolista de Egipto que jugaba en la posición de delantero.

## Carrera

### Club
Jugó toda su carrera con el Ismaily SC de 1965 a 1979, con el que fue campeón nacional en una ocasión y campeón africano en 1969.

### Selección nacional
Jugó para Egipto en 33 ocasiones de 1967 a 1975 y anotó 16 goles; fue dos veces semifinalista de la Copa Africana de Naciones y ganó la medalla de bronce en los Juegos Panafricanos de 1973.

## Logros

### Club
- Egyptian Premier league: 1966–67
- Copa Africana de Clubes Campeones: 1969

### Selección nacional
- Palestine Cup of Nations: 1972

### Individual
- Goleador de la Egyptian League: 1966–67
- Goleador de la Copa Africana de Clubes Campeones 1969
- Tercer futbolista africano del año por France Football: 1970[4]
- Octavo futbolista africano del año por France Football: 1972[5]
- Equipo Ideal de la Copa Africana de Naciones 1974.